# Lampides phaliga
Lampides phaliga är en fjärilsart som beskrevs av Hans Fruhstorfer 1916. Lampides phaliga ingår i släktet Lampides och familjen juvelvingar. Inga underarter finns listade i Catalogue of Life.